# Chazilly
Chazilly ist eine französische Gemeinde mit 148 Einwohnern (Stand: 1. Januar 2022) im Département Côte-d’Or in der Region Bourgogne-Franche-Comté. Sie gehört zum Kanton Arnay-le-Duc und zum Arrondissement Beaune.
Nachbargemeinden sind Rouvres-sous-Meilly im Norden, Sainte-Sabine im Osten, Cussy-le-Châtel im Südosten, Longecourt-lès-Culêtre im Süden, Musigny im Südwesten und Meilly-sur-Rouvres im Westen. 

## Siehe auch

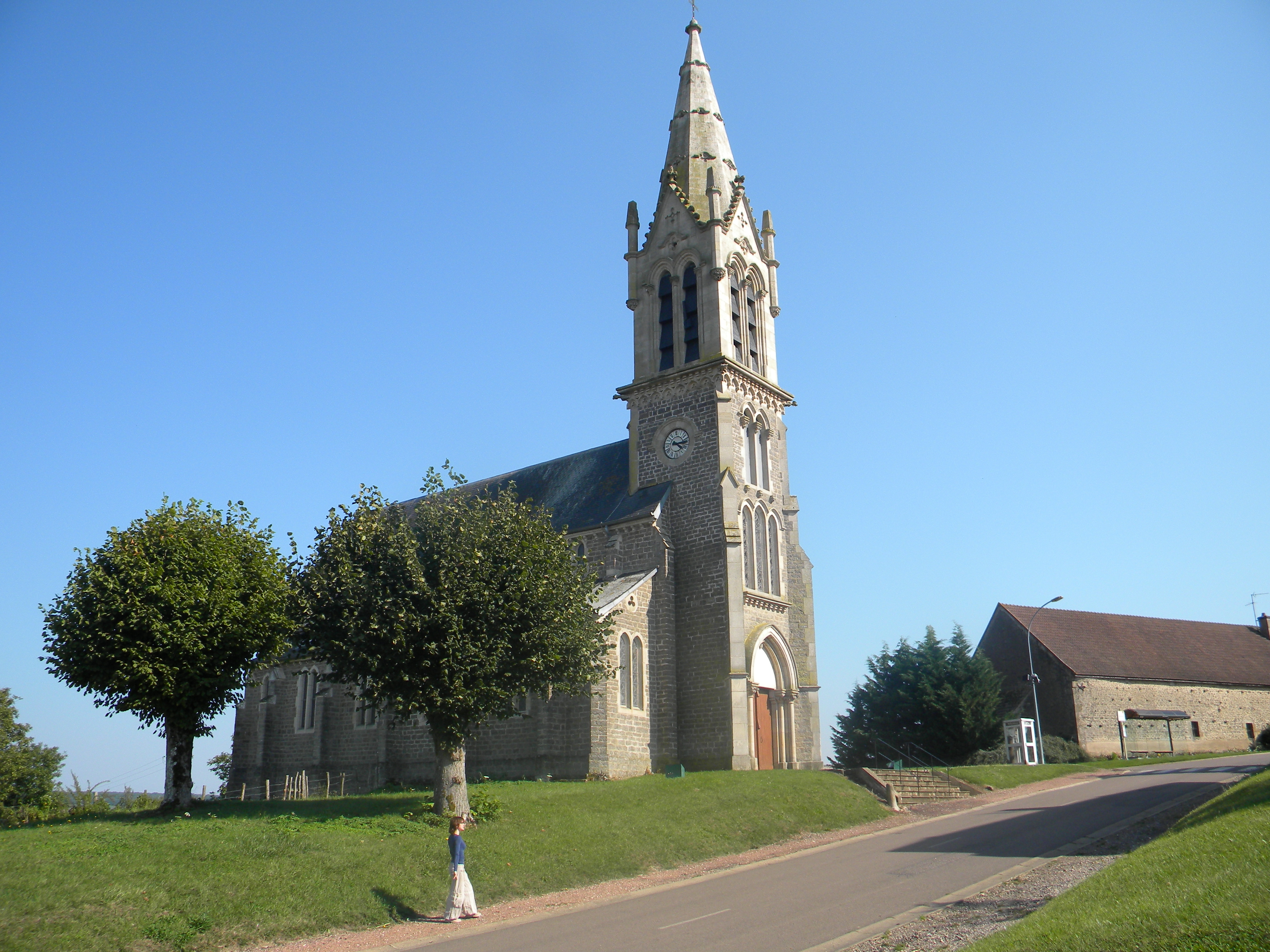
Kirche Saint-Martin in Chazilly

## Bevölkerungsentwicklung
| Jahr                       | 1962 | 1968 | 1975 | 1982 | 1990 | 1999 | 2008 | 2016 |
| -------------------------- | ---- | ---- | ---- | ---- | ---- | ---- | ---- | ---- |
| Einwohner                  | 155  | 125  | 141  | 119  | 122  | 114  | 131  | 138  |
| Quellen: Cassini und INSEE |      |      |      |      |      |      |      |      |